# Маевский, Леонид Станиславович
Леони́д Станисла́вович Мае́вский (р. 6 сентября 1960 г.Рубцовск Алтайского края) — российский политический деятель и предприниматель. Депутат Государственной думы третьего созыва (1999—2003), член фракции КПРФ. Бывший генеральный директор инвестиционной компании LV Finance, которая в 2003 году владела блокирующим пакетом акций оператора сотовой связи «МегаФон».

## Биография
После школы , в 1977 году, поступил в Тихоокеанское высшее  военно-морское училище (ТОВВМУ) им. С. О. Макарова (г. Владивосток) на командный факультет по специальности «радиотехническое вооружение подводных лодок», который успешно закончил в 1982 году. До 1993 года служил в ВМФ СССР, пройдя должности от командира боевой части связи подводной лодки до флагманского специалиста дивизии ракетных подводных лодок стратегического назначения.
В 1987 году заканчивает годичные Высшие специальные офицерские классы в г. Санкт-Петербург. В том же году ему досрочно присвоено звание капитана третьего ранга.  В 1993 году уволен  с флота в запас в связи с расформированием дивизии с правом ношения военной формы. Капитан первого ранга в запасе, имеет  награды.
С 1993 года, в течение трех лет, руководит ТОО «Промтелерадио» Министерства связи республики Казахстан. В период нахождения в  Казахстане Маевский Л.С. входил в окружение президента республики  Нурсултана Назарбаева и  возглавлял часть телерадиокомплекса республики, включающую радиопередающие центры, системы ГО, системы экстренного оповещения, предприятия телерадиоспутниковой связи и.т.д..
Вместе с этим, г-н Маевский участвовал в формировании информационной базы страны и готовил к запуску проект  телеканала «Хабар»: национального канала страны, вещающего на казахском и русском языках. Окончательно он был создан  в 1995 году на базе информационной службы Казахского ТВ, его первоначальное название — Национальное Телевизионное  Информационное Агентство (НТИА). Участие в этом проекте принимала дочь президента Республики Дарига Назарбаева, которая в своё время  была председателем Совета директоров ЗАО «Агентство Хабар».
Но в 1995 году, когда в Казахстане стартовала программа расширения представительства   национальных кадров в структурах государственного аппарата, по приглашению бывшего тогда вице-премьером и министром связи России Владимир Булгака, переехал работать в Москву. Являлся председателем совета учредителей телекомпании «Детский проект» , техническим директором ЗАО «Всемирный русский канал». На момент избрания в Государственную думу работал генеральным директором ОАО «Новые технологии — XXI век».
До марта 1997 г. г-н Маевский — Первый заместитель генерального директора Общероссийского радио («Общероссийская радиостанция Радио – 1»), а чуть позже – заместитель генерального директора «Русского канала – всемирного русского телевидения». В это время он управлял проектами в области развития связи и телекоммуникаций, в том числе по внедрению цифрового наземного телевещания в Российской Федерации (создание и отработка опытной сети цифрового  наземного телевещания в Москве (32 ТВК), Санкт-Петербурге (34 ТВК), Нижнем Новгороде (50 ТВК).
В 1998-1999 гг. Леонид Маевский был генеральным директором телекоммуникационной компании «Новые технологии. XXI век». В этом качестве он, являясь руководителем научного коллектива, организует научно-исследовательские работы, результаты которых положены в основу  «Концепции организации и внедрения в Российской Федерации цифрового наземного телевизионного вещания", принятой и реализованной Коллегией Минкомсвязи РФ.
В 1999 году избран депутатом Государственной думы третьего созыва, вошёл во фракцию КПРФ. Был членом Комитета по энергетике, транспорту и связи. В должности председателя подкомитета по связи и информатики Госдумы РФ руководил разработкой и принятием законопроектов, регламентирующих работу отрасли связи и инфокоммуникаций , действующих в настоящее время («Закон о связи», «Закон об информации», «Закон об электронной цифровой подписи», «Закон об электронной торговле» и др.), а также вырабатывал рекомендации и предложений по наиболее эффективному бюджетному финансированию этой отрасли. Работал в составе международных парламентских координационных и рабочих групп по вопросам развития систем связи и телекоммуникаций.
В 2003 году баллотировался на пост губернатора Омской области, на выборах 7 сентября 2003 года набрал 27,9 % голосов, проиграв действующему губернатору Леониду Полежаеву, который получил 55,9 % голосов. Предвыборный штаб Маевского возглавлял депутат Госдумы от КПРФ Александр Кравец. Перед выборами получил известность в связи с судебными исками от аэрокосмического объединения «Полет» и Леонида Полежаева.
В сентябре 2003 года на партийной конференции омского отделения КПРФ Маевскому было рекомендовано баллотироваться на выборах в Государственную думу четвёртого созыва по 129-му Омскому одномандатному избирательному округу. Однако затем по распоряжению центрального комитета КПРФ 129-й избирательный округ был закреплён за депутатом Олегом Смолиным. После этого Маевский без согласования с ЦК КПРФ выдвинул свою кандидатуру по 130-му Центральному избирательному округу, где от КПРФ уже баллотировался Александр Кравец. Председатель омского областного комитета КПРФ Андрей Алехин заявил, что Маевский снимет свою кандидатуру: «ЦК КПРФ подобрал ему в качестве альтернативы хорошую должность». Однако сам Маевский отказался уступать Кравцу место в 130-м округе.
В ноябре 2003 года Маевский на пресс-конференции в Москве заявил, что он в прошлом году вместе с Кравцом встречался с беглым «олигархом» Борисом Березовским. По утверждению Маевского, Березовский финансировал КПРФ. В свою очередь Кравец заявил, что не участвовал в переговорах с Березовским, отметив, что считает свою работу с Маевским ошибкой. Через несколько дней Маевский был исключён из фракции КПРФ.  Заместитель председателя ЦК КПРФ депутат Иван Мельников сказал, что встреча Маевского с Березовским никем не была санкционирована. Позднее, в 2006 году Маевский говорил: «Мне не стыдно за то, что я был во фракции КПРФ. По какой причине — потому что там было очень большое количество людей, дружбой, знакомством с которыми и продолжающейся дружбой я дорожу».
11 ноября в эфире «Эха Москвы» Маевский обвинил фракцию партии «Яблоко» в связях с чеченскими бандформированиями. «Яблоко» обратилось с требованием в прокуратуру возбудить уголовное дело против Маевского по статье 139 уголовного кодекса за клевету. Член федеральной тройки «Яблока» Сергей Митрохин заявил, что видит за «клеветой Маевского руку „Единой России“», которая, по его словам, пытается дискредитировать своих конкурентов.
На выборах в Госдуму в декабре 2003 года Маевский получил около 10 % голосов избирателей, заняв третье место в 130 избирательном округе. Первое место занял начальник омской академии МВД РФ, сопредседатель омского отделения сторонников «Единой России» Александр Харитонов, набравший 27,7 % голосов. Второе место с 15,6 % голосами получил Александр Кравец. Против всех кандидатов проголосовали 18,5 % избирателей, явка составила 49,26 %. По утверждению лидера фракции коммунистов в областном парламенте Андрея Алехина, Маевский отнял часть голосов у Кравца: «Если бы не действия раскольника, эти проценты, наверняка, достались бы Кравцу, и он обошел бы кандидата от „партии власти“».

## Бизнес
Летом 2003 года Маевский приобрёл компанию LV Finance, которая через багамский офшор TMI и российское ООО «ЦТ-Мобайл» владела 25,1 % акций сотового оператора «МегаФон». Маевский в августе 2003 года перепродал за $295 млн её основной актив — «ЦТ-Мобайл» (вместе с акциями «МегаФона») — холдингу «Альфа». В 2011 году этот же пакет был продан структурам г-на Усманова за 5,2 млрд. долл..
После этого бермудский фонд IPOC (владеющий 8 % «Мегафона»), собственником которого назвал себя датский юрист Джеффри Гальмонд, оспорил законность сделки в международных судах.  Осенью 2004 года арбитражный трибунал при Международной торговой палате в Женеве удовлетворил претензии фонда на 22,3 % спорного пакета (5,7 % акций «Мегафона»). 16 мая арбитражный трибунал в Цюрихе рассмотрел претензии фонда на остальные 19,4 % «Мегафона», признав их необоснованными. Однако 30 августа 2006 года швейцарский федеральный суд в Лозанне отменил решение арбитражного трибунала при Международной торговой палате по передаче фонду части акций. Маевский в качестве свидетеля по делу вызывался на допрос в прокуратуру. Первоначально Маевский покинул Россию после того, как получил повестку о вызове на допрос в качестве подозреваемого.  Но после официального сообщения прокуратуры о том , что вызов на допрос в качестве подозреваемого был технической ошибкой, Маевский вернулся в Россию.
В апреле 2005 года Маевский сказал, что его компанию интересует предстоящая выдача в России лицензий на третье поколения сотовой связи (3G) в стандарте UMTS. Ранее, по его словам, LV Finance планировала заниматься 3G-связью в другом стандарте — CDMA2000-450, пытаясь с этой целью приобрести у холдинга «Связьинвест» акции операторов стандарта NMT, имеющих право на получение CDMA-лицензий. Однако, как заявил Маевский, все NMT-активы «Связьинвеста» были проданы «Скай Линку». С 2006 года, перекупив компанию «Сигма» у Павла Свирского, получил право собственности на 32% акций компании СМАРТС, которые находятся в залоге по выданному ранее кредиту. В итоге подконтрольная г-ну Маевскому компания выиграла многочисленные суды и консолидировала в своих руках треть этого оператора связи.
В октябре 2008 года Маевский продал 50 % компании «Универсал-телеком», занимающейся геомониторингом на базе ГЛОНАСС и GPS крупнейшему акционеру «Мегафона» Алишеру Усманову. Другая половина акций осталась у самого Маевского, а также двух бывших сотрудников холдинга «Связьинвест» — гендиректора «Универсал-телекома» Константина Кравченко и Владимира Лохтина, бывшего исполнительного директора «Связьинвеста». В марте 2009 года РБК daily писала, что Маевский вышел из уставного капитала «Универсал-телекома». Занимался телекоммуникационными проектами в России и СНГ, включая проект спутникового высокоскоростного интернета с привлечением международных операторов спутниковой связи.При его участии проводились конверсионные работы радиочастотного спектра на всей территории Российской Федерации.
С 2012 года получил контроль над группой компаний Юнитайл, выкупив долги компании и её владельцев у банков. В результате корпоративного конфликта с бывшими акционерами, привлекшими А1 (Альфа Групп), понес серьезные финансовые и репутационные потери.

## Научная работа.
В 1997 году, в Санкт-Петербургском государственном университете телекоммуникаций им. проф. М.А. Бонч-Бруевича г-н Маевский защитил кандидатскую диссертацию «Разработка математических моделей для оценки надежности вещательных радиосетей» по специальности 05.12.14 (Сети, узлы связи и распределение информации).
В 1998-1999 гг. Леонид Маевский был генеральным директором телекоммуникационной компании «Новые технологии. XXI век». В этом качестве он, являясь руководителем научного коллектива, организует научно-исследовательские работы, результаты которых положены в основу  «Концепции организации и внедрения в Российской Федерации цифрового наземного телевизионного вещания», которая была принята и реализована Коллегией Минкомсвязи РФ .Часть результатов  научной работы в этот период, которые впоследствии станут одной из основ для его докторской диссертации, Леонид Маевский изложил в своей книге «Методы обеспечения надежности информационно-телекоммуникационных систем на различных этапах жизненного цикла», которая вышла в 1999 году.
Диссертацию на соискание степени доктора технических наук он защитил в следующем, 2000 году. Защита состоялась во Всероссийском НИИ проблем вычислительной техники и информатизации (Москва). Тема научного исследования: «Ресурсосберегающие методы обеспечения надежности телекоммуникационных систем при разработке и эксплуатации». Специальность 05.13.06 («Автоматизированные системы управления»). Позже, в 2003 году, по представлению Санкт-Петербургского государственного университета телекоммуникаций им.  Бонч-Бруевича, где он за шесть лет до этого защищал кандидатскую диссертацию,  г-ну Маевскому присвоено  ученое звание  профессора.
Через три года, в 2003 году, сотрудники Санкт-Петербургского государственного университета телекоммуникаций имени Бонч-Бруевича обнаружили в автореферате докторской диссертации Маевского серьёзные, по их мнению, нарушения. В 2006 году рассматривался вопрос о лишении Маевского научного звания, но никакого решения по этому вопросу так и не принято. Сам Маевский вполне обоснованно заявил, что попытка лишить его докторской степени производится с целью его дискредитации в связи с делом LV Finance.
Результаты научной работы г-на Маевского в телекоммуникационной сфере  отражены более чем в 20-ти книгах и монографиях. Среди них можно отметить такие работы, как «Современные сети связи: сущность, назначение, эволюция» (совместно с С.В. Рабовским – вышла в 2002 году), «Основы информационной безопасности: содержание и правовое обеспечение» (тоже совместно с С.В. Рабовским – вышла в 2002 году) и т.д. А список научных трудов  насчитывает более 60 публикаций в таких изданиях, как «Вопросы кибернетики», «Радиотехника», «Электросвязь»  а также многочисленных сборниках научных трудов международных конференций.

## Арест
14 ноября 2018 года Тверской суд Москвы арестовал Маевского на два месяца, до 14 января, сообщают ТАСС и «Интерфакс».
В карточке дела на сайте суда сообщается, что Маевского обвиняют в вымогательстве, совершенном в целях получения имущества в особо крупном размере (ч. 3, п. б ст. 163 УК РФ). Маевского обвинили в вымогательстве $37,5 млн за нераспространение порочащей информации, в частности, об обстоятельствах исчезновения бывшего акционера «Мегафон» Леонида Рожецкина, непосредственно после встреч с Михаилом Фридманом из Альфа-Групп. Представители Маевского утверждают, что именно эта сумма полагалась Маевскому в качестве отступных по мировому соглашению с А1 после корпоративной войны за производителя керамической плитки «Юнитайл».
По данным следствия, бывший депутат вымогал деньги с потерпевших в Москве. Он якобы действовал по предварительному сговору с неустановленными лицами с 31 октября по 8 ноября 2018 года. Уголовное дело было возбуждено 14 ноября. По данным “Ъ”, дело возбудил Следственный департамент МВД. На следующий день господина Маевского задержали, после чего предъявили обвинение. До начала судебных слушаний в октябре 2020 г. содержался в СИЗО «Лефортово». В декабре 2020 г. через адвокатов передал открытое письмо, в котором назвал инициаторами корпоративного конфликта в 2013 году Михаила Хабарова и Александра Каплана из Альфа-Групп.